# 源師光 (清和源氏)
源 師光（みなもと の もろみつ）は、平安時代中期から後期にかけての官人・歌人。源頼国の八男。官位は、従五位下、蔵人、相模守、信濃守（『尊卑分脈』）。

## 略歴
主殿助を務め、治暦4年（1068年）に六位蔵人に補される（『扶桑略記』）。師光も兄弟らと並び歌道に邁進し、蔵人左衛門尉であった承保2年（1075年）に白河天皇主催の『殿上歌合』に出詠するなどしている。その後、相模守となり、晩年の永長元年（1096年）に病没した前任の藤原永清に代わり信濃守に任ぜられるが康和2年に（1100年）に卒去した（『中右記』『勅撰作者部類』）。
その詠歌は『後拾遺和歌集』以下の『勅撰和歌集』に計2首が入集する。後代、長子・実俊の子孫は代々僧侶の家系として続き、その子孫に後白河・後鳥羽・高倉三代天皇の御読経者となった宗厳があった。また三男・満隆の子孫は摂津国西成郡福島荘を相伝する福島氏として存続した。